# 2001.2011
2001.2011 è il secondo best della cantautrice francese Mylène Farmer, pubblicato il 5 dicembre 2011 dall'etichetta discografica Polydor.
Il best of racchiude tutti i singoli pubblicati dall'artista tra il 2001 e il 2011, inclusi i due inediti Du Temps e Sois-moi - Be me.

## Tracce
Testi di Mylène Farmer, musiche di Laurent Boutonnat, RedOne, Moby; edizioni musicali Polydor.
1. Du Temps – 3:39 (testo: M. Farmer – musica: L. Boutonnat)
2. Avant que l'ombre... – 5:55 (testo: M. Farmer – musica: L. Boutonnat)
3. Fuck Them All – 4:34 (testo: M.Farmer – musica: L. Boutonnat)
4. L'amour n'est rien... – 5:03 (testo: M. Farmer – musica: L. Boutonnat, M. Farmer)
5. Peut-être toi – 4:45 (testo: M. Farmer – musica: L. Boutonnat)
6. Q.I – 5:20 (testo: M. Farmer – musica: L. Boutonnat)
7. Redonne-moi – 5:02 (testo: M. Farmer – musica: L. Boutonnat)
8. Crier la vie (Slipping away) – 3:35 (testo: Moby, M. Farmer – musica: Moby) – duetto con Moby
9. Dégénération – 4:05 (testo: M. Farmer – musica: L. Boutonnat)
10. Appelle mon numéro – 5:32 (testo: M. Farmer – musica: L. Boutonnat)
11. C'est dans l'air – 4:33 (testo: M. Farmer – musica: L. Boutonnat)
12. Sextonik – 4:35 (testo: M. Farmer – musica: L. Boutonnat)
13. Si j'avais au moins... – 5:31 (testo: M. Farmer – musica: L. Boutonnat)
14. Oui mais... non – 4:20 (testo: M. Farmer – musica: RedOne)
15. Bleu noir – 4:05 (testo: M. Farmer – musica: Moby)
16. Lonely Lisa – 3:02 (testo: M. Farmer – musica: RedOne)
17. Sois moi - Be me – 4:00 (testo: M. Farmer – musica: Laurent Boutonnat)

## Classifiche
| Classifica (2011) | Posizione massima |
| ----------------- | ----------------- |
| Belgio Vallonia   | 10                |
| Francia           | 3                 |
| Svizzera romanda  | 8                 |
| Svizzera          | 36                |